# San José Guayaquil
San José Guayaquil är en ort i Mexiko.   Den ligger i kommunen Chilón och delstaten Chiapas, i den sydöstra delen av landet, 800 km öster om huvudstaden Mexico City. San José Guayaquil ligger 991 meter över havet och antalet invånare är 116.
Terrängen runt San José Guayaquil är kuperad åt sydväst, men åt nordost är den bergig. Runt San José Guayaquil är det ganska tätbefolkat, med 54 invånare per kvadratkilometer. Närmaste större samhälle är Yajalón, 7,0 km nordväst om San José Guayaquil. I omgivningarna runt San José Guayaquil växer i huvudsak städsegrön lövskog.